# トム・ジルベル
トム・ジルベル（Tom Zirbel、1978年10月30日 - ）は、アメリカ合衆国、クリアレイク出身の自転車競技（ロードレース）選手。

## 来歴
2006年、プライオリティーヘルスサイクリング（現在のビッセルプロサイクリング）に加入。
- バレー・オブ・ザ・サン・ステージレース 総合優勝、区間優勝
- キャスケード・サイクリングクラシック 区間優勝

2007年、所属チーム名がプライオリティーヘルスサイクリング・プレゼンテッドバイ・ビッセルに変わる。
- ツアー・オブ・サウスランド 区間2勝

2008年、所属チーム名がビッセルプロサイクリングに変わる
- ツアー・オブ・ヒラ 区間優勝
- ツアー・オブ・エルク・グローヴ 区間優勝、総合3位
- ツアー・オブ・ユタ 区間優勝
- キャスケード・サイクリングクラシック 総合8位
- アメリカ合衆国選手権 個人タイムトライアル2位

2016年、アワーレコードに挑戦するが、53.037㎞で記録に失敗した。